# Koweït aux Jeux olympiques d'été de 2020
Le Koweït participe aux Jeux olympiques de 2020 à Tokyo au Japon. Il s'agit de sa 10e participation à des Jeux d'été. C'est un retour pour le pays car aux précédents jeux à Rio en 2016, le comité olympique du Koweït avait été suspendu et les athlètes koweïtiens n'avaient pu y participer qu'au sein de la délégation des athlètes olympiques indépendants avec deux médailles. La suspension est levée en juillet 2019.

## Médaillés
| Sport     | Discipline   | Athlète(s)          | Performance | Date       |
| --------- | ------------ | ------------------- | ----------- | ---------- |
| Badminton | Skeet hommes | Abdullah al-Rashidi | 46 points   | 26 juillet |

## Athlètes engagés
| Sport      | Hommes | Femmes | Total |
| ---------- | ------ | ------ | ----- |
| Athlétisme | 1      | 1      | 2     |
| Aviron     | 1      | 0      | 1     |
| Karaté     | 1      | 0      | 1     |
| Natation   | 1      | 1      | 2     |
| Tir        | 4      | 0      | 4     |
| Total      | 8      | 2      | 10    |

## Résultats

### Athlétisme
Yaqoub Mohamed al-Youha parvient à se qualifier sur 110 mètres haies pour les jeux sans avoir pu réaliser les minimas mais au terme d'un bon classement au cours de la saison.
Mudhawi al-Shammari bénéficie d'une place attribuée à une athlète féminine au nom de l'universalité des Jeux.
Yousef Karam, classé 14e au rang mondial, aurait pu prétendre à participer au 400 mètres mais a décliné l'invitation.
| Athlète                 | Épreuve       | Tour préliminaire | Tour préliminaire | 1er tour | 1er tour | Demi-finale | Demi-finale | Finale   | Finale   |
| Athlète                 | Épreuve       | Temps             | Rang              | Temps    | Rang     | Temps       | Rang        | Temps    | Rang     |
| ----------------------- | ------------- | ----------------- | ----------------- | -------- | -------- | ----------- | ----------- | -------- | -------- |
| Yaqoub Mohamed al-Youha | 110 m haies   | Non disputé       | Non disputé       | 13 s 69  | 7e       | Éliminé     | Éliminé     | Éliminé  | Éliminé  |
| Mudhawi al-Shammari     | 100 m féminin | 11 s 82           | 3e                | 11 s 81  | 8e       | Éliminée    | Éliminée    | Éliminée | Éliminée |

### Aviron
Abdulrahman al-Fadhel a obtenu un quota non-nominatif pour le comité en skiff en réalisant le meilleur temps de la finale C et en obtenant la quatrième des cinq places disponibles lors de la régate de qualification olympique FISA Asie et Océanie 2021 à Tokyo, au Japon.
| Athlète               | Compétition    | Série        | Série | Repêchages   | Repêchages | Quarts de finale | Quarts de finale | Demi-finale                   | Demi-finale | Finale                 | Finale |
| Athlète               | Compétition    | Temps        | Rang  | Temps        | Rang       | Temps            | Rang             | Temps                         | Rang        | Temps                  | Rang   |
| --------------------- | -------------- | ------------ | ----- | ------------ | ---------- | ---------------- | ---------------- | ----------------------------- | ----------- | ---------------------- | ------ |
| Abdulrahman al-Fadhel | Skiff masculin | 8 min 49 s 3 | 5e    | 9 min 4 s 73 | 4e         | Non qualifié     | Non qualifié     | Demi-finale E/F 8 min 56 s 83 | 4e          | Finale F 8 min 32 s 67 | 31e    |

### Karaté
Le Koweït a reçu une invitation de la Commission tripartite pour envoyer Mohammad al-Mosawi dans la catégorie hommes kata aux Jeux olympiques.
| Athlète            | Compétition | Tour de qualification | Tour de qualification | Tour de qualification | Tour de qualification | Phase de classement | Phase de classement | Finale / MB         | Rang    |
| Athlète            | Compétition | 1er kata              | 2e kata               | Moyenne kata          | Place                 | 3e kata             | Place               | Adversaire Résultat | Rang    |
| ------------------ | ----------- | --------------------- | --------------------- | --------------------- | --------------------- | ------------------- | ------------------- | ------------------- | ------- |
| Mohammad al-Mosawi | Kata hommes | 24,32                 | 24,24                 | 24,28                 | 5e                    | Éliminé             | Éliminé             | Éliminé             | Éliminé |

### Natation
Le comité bénéficie de place attribuée au nom de l'universalité des Jeux.
| Athlète     | Épreuve                 | Série   | Série | Demi-finale | Demi-finale | Finale  | Finale  |
| Athlète     | Épreuve                 | Temps   | Rang  | Temps       | Rang        | Temps   | Rang    |
| ----------- | ----------------------- | ------- | ----- | ----------- | ----------- | ------- | ------- |
| Abbas Qali  | 100 m papillon masculin | 53 s 62 | 48e   | Éliminé     | Éliminé     | Éliminé | Éliminé |
| Lara Dashti | 50 m nage libre féminin | 29 s 69 | 67e   | Éliminé     | Éliminé     | Éliminé | Éliminé |

### Tir sportif
En mai 2021, quatre tireurs dans les disciplines de tirs aux plateaux obtiennent une qualification pour les Jeux olympiques. On retrouve dans la délégation Abdullah al-Rashidi, dernier médaillé de bronze en skeet.
| Athlète               | Compétition | Qualification | Qualification | Finale  | Finale                              |
| Athlète               | Compétition | Points        | Rang          | Points  | Rang                                |
| --------------------- | ----------- | ------------- | ------------- | ------- | ----------------------------------- |
| Abdulrahman al-Faihan | Trap,       | 123           | 3e            | 18      | 6e                                  |
| Talal al-Rashidi      | Trap,       | 122           | 7e            | Éliminé | Éliminé                             |
| Abdullah al-Rashidi   | Skeet,      | 122           | 5e            | 46      | Médaille de bronze, Jeux olympiques |
| Mansour al-Rashidi    | Skeet,      | 120           | 16e           | Éliminé | Éliminé                             |